# Остмарк (пиво)
Остмарк (нем. Ostmark) — марка пива, производившаяся на пивоваренном заводе фирмы Brauerei Ostmark в Кёнигсберге с 1910 года.
С 1994 года пиво «Остмарк» производится в Калининграде по оригинальной немецкой рецептуре, как утверждает производитель.
Пивоваренный завод был основан в 1910 году как «Кёнигсбергская пивоварня в Девау» на общие вложения акционеров. До наших дней на территории завода прекрасно сохранилось и используется старое здание. Кроме этого построены новые цеха и ёмкости для пива. В настоящее время завод принадлежит группе Пивоварни Ивана Таранова, которая в свою очередь является частью концерна Heineken. Завод производит ежегодно около 40 млн бутылок пива «Остмарк» в год. На пробках и этикетках написано традиционное название «Остмарк» на кириллице и латинскими буквами.
Выпускаются следующие сорта:
- Остмарк светлое: плотность 10 %, крепость 4 %.
- Остмарк экспорт (светлое): плотность 12 %, крепость 4,4 или 4,5 %.
- Остмарк экспорт особое (светлое): плотность 12,5 %, крепость 5,6 %.
- Остмарк экспорт безалкогольное: плотность 6,5 %, крепость 0,4 %.
- Остмарк крепкое: крепость 6,7 %.

Завод был закрыт в 2016 году и позже продан под торговые площади.